# Arena da Baixada
Die Arena da Baixada (vormals Estádio Joaquim Américo Guimarães und Kyocera Arena) in der brasilianischen Stadt Curitiba im Bundesstaat Paraná ist das vereinseigene Fußballstadion des Athletico Paranaense und bietet zurzeit 41.456 Zuschauern Platz.

## Geschichte

### Das alte Stadion
Der Bau des Stadions begann im Jahr 1912. Benannt wurde das Stadion nach Joaquim Américo Guimarães, dem damaligen Präsident von Internacional Futebol Clube. Dies war der Vorgängerverein von Atlético. 1934 bekam die Sportstätte dann ihren heutigen Namen Arena da Baixada. Die Eröffnung erfolgte zwei Jahre später am 6. September 1914. Zur Einweihung spielte Internacional gegen den CR Flamengo, die Ehrengäste aus Rio de Janeiro besiegten dabei die Gastgeber klar mit 7:1. Zwischen 1970 und 1984 lag das Stadion brach. Von 1995 bis 1996 wurde das Stadion dann abgerissen.

### Das neue Stadion
Die Bauarbeiten zur neuen Spielstätte von Paranaense starteten am 1. Dezember 1997 und liefen bis zum 20. Juni 1999. Am 24. Juni 1999 wurde die heutige Struktur mit einem Spiel zwischen Atlético und dem Club Cerro Porteño aus Paraguay eröffnet, das die Gastgeber mit 2:1 gewannen. Die Kosten dieses ersten Bauabschnittes beliefen sich auf 30 Mio. US-Dollar. Von März 2005 bis zum 1. April 2008 trug das Stadion den Namen des japanischen Mischkonzerns Kyocera als Kyocera Arena.
Am 16. Dezember 2001 wohnten 31.740 Zuseher dem Hinspiel der Meisterschaftsfinales zwischen Athletico Paranaense und AD São Caetano bei, bei welchem Atlético mit einem 4:2-Sieg seinen letztendlichen Erfolg in jenem Jahr vorbereitete. Der Zuschauerrekord besteht noch heute.

## Umbau für die WM 2014
Am 31. Mai 2009 gab der Fußball-Weltverband FIFA die für die Fußball-Weltmeisterschaft 2014 vorgesehenen zwölf Spielorte bekannt. Nachdem das Stadion lange Zeit wegen Bauverzögerungen in der Kritik gestanden hatte, wurden die Umbaumaßnahmen schließlich doch pünktlich für das WM-Turnier fertiggestellt, so dass die modernisierte Arena mit der Schließung der offenen Stadionseite gut 41.000 Zuschauerplätze enthält.

## Spiele der Fußball-Weltmeisterschaft 2014
Während der Weltmeisterschaft fanden folgende Spiele im Stadion statt:
|                                                                                   |   |          |           |
| Mo., 16. Juni 2014 um 16:00 Uhr (21:00 Uhr MESZ) – Gruppe F                       |   |          |           |
| Iran                                                                              | – | Nigeria  | 0:0       |
| Fr., 20. Juni 2014 um 19:00 Uhr (Sa., 21. Juni 2014 um 00:00 Uhr MESZ) – Gruppe E |   |          |           |
| Honduras                                                                          | – | Ecuador  | 1:2 (1:1) |
| Mo., 23. Juni 2014 um 13:00 Uhr (18:00 Uhr MESZ) – Gruppe B                       |   |          |           |
| Australien                                                                        | – | Spanien  | 0:3 (0:1) |
| Do., 26. Juni 2014 um 17:00 Uhr (22:00 Uhr MESZ) – Gruppe H                       |   |          |           |
| Algerien                                                                          | – | Russland | 1:1 (0:1) |

## Galerie

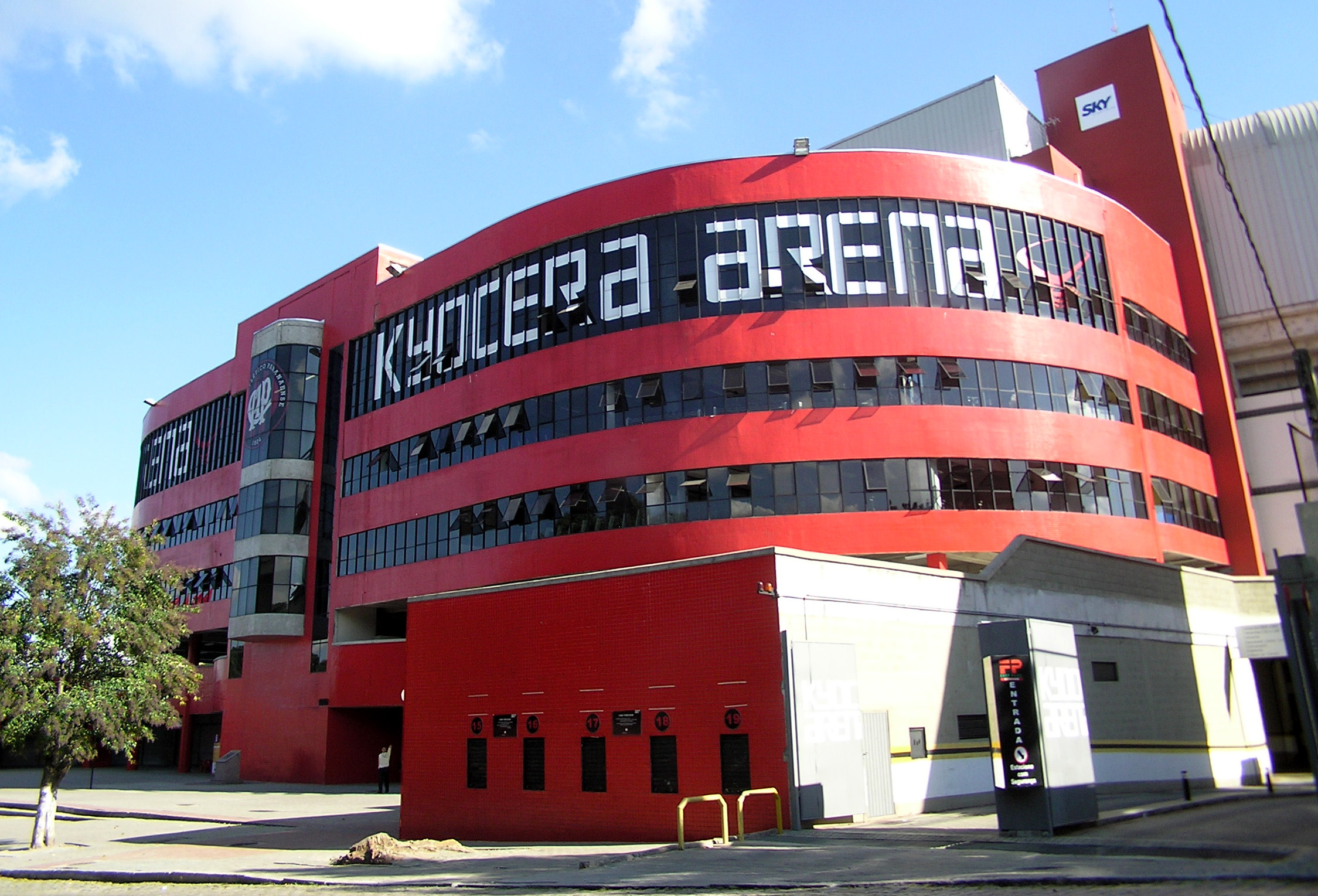
Außenansicht der damaligen Kyocera Arena (2006)
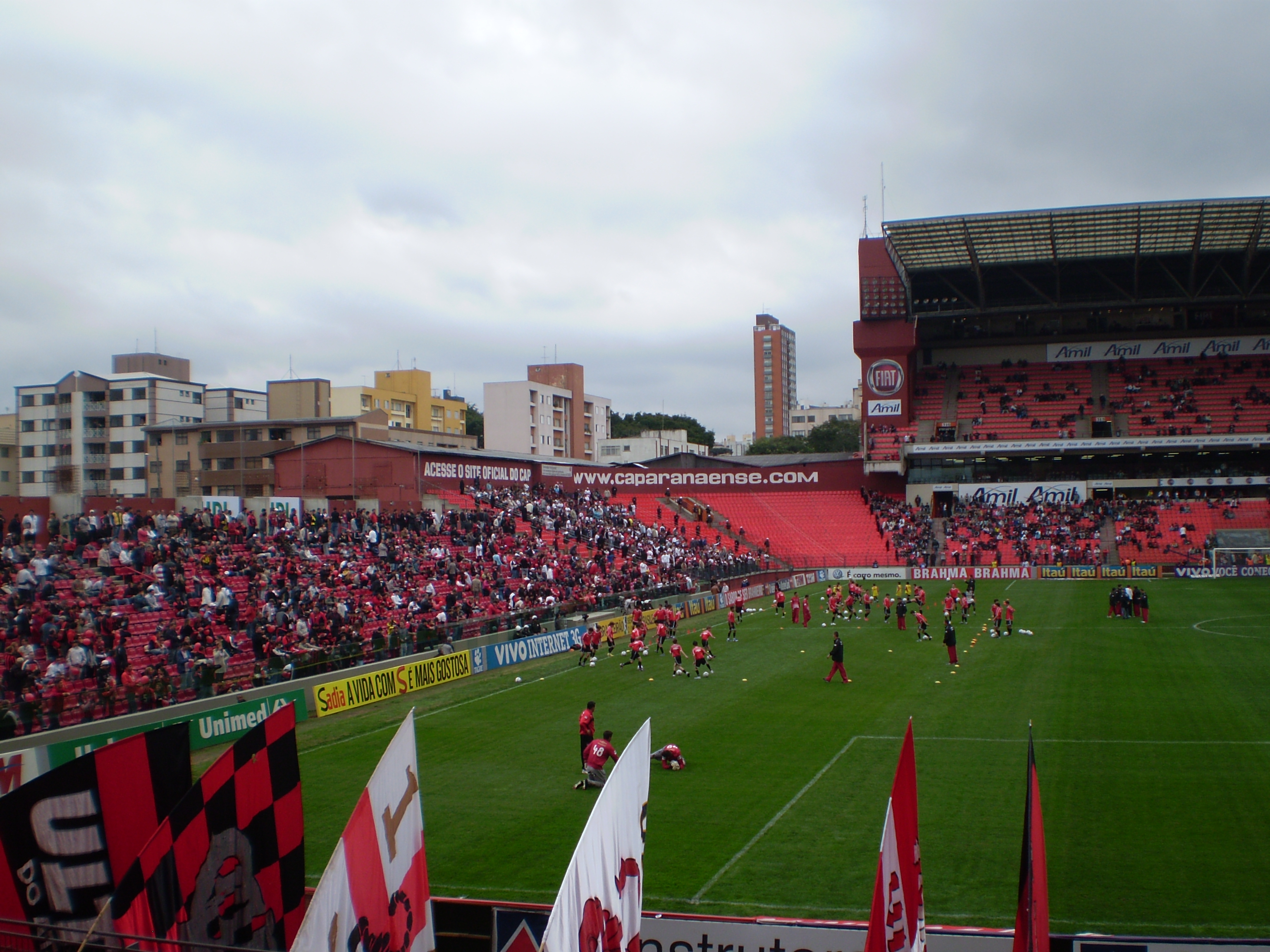
Die im August 2009 eingeweihte Tribüne Brasílio Itiberê
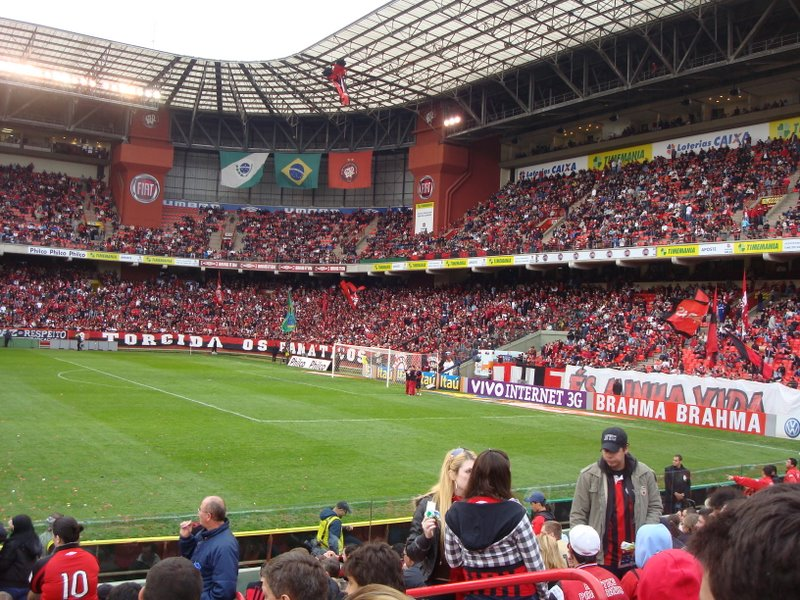
Blick von der Tribüne Brasílio Itiberê ins Stadion
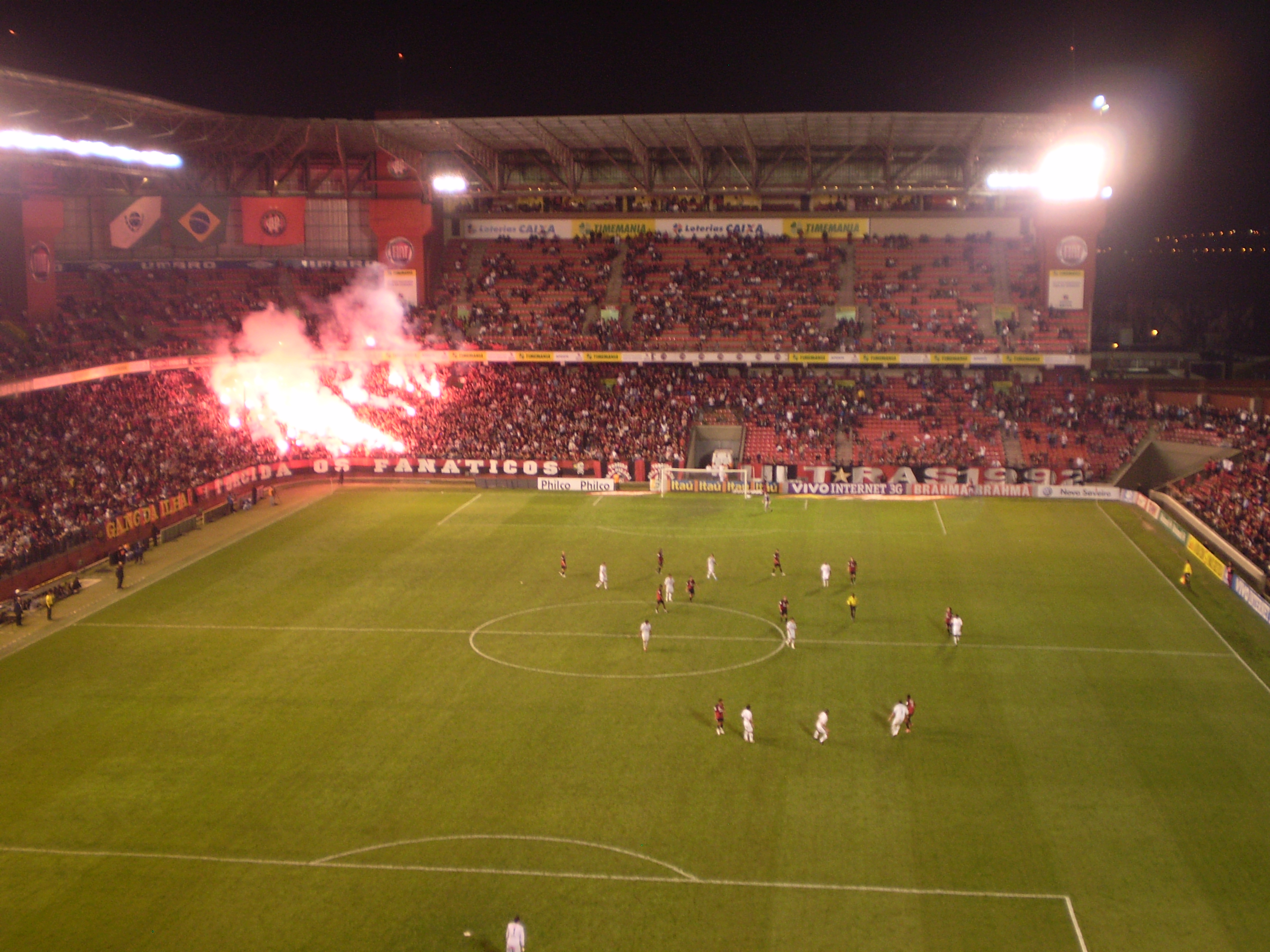
Athletico Paranaense – Sport Recife im September 2009
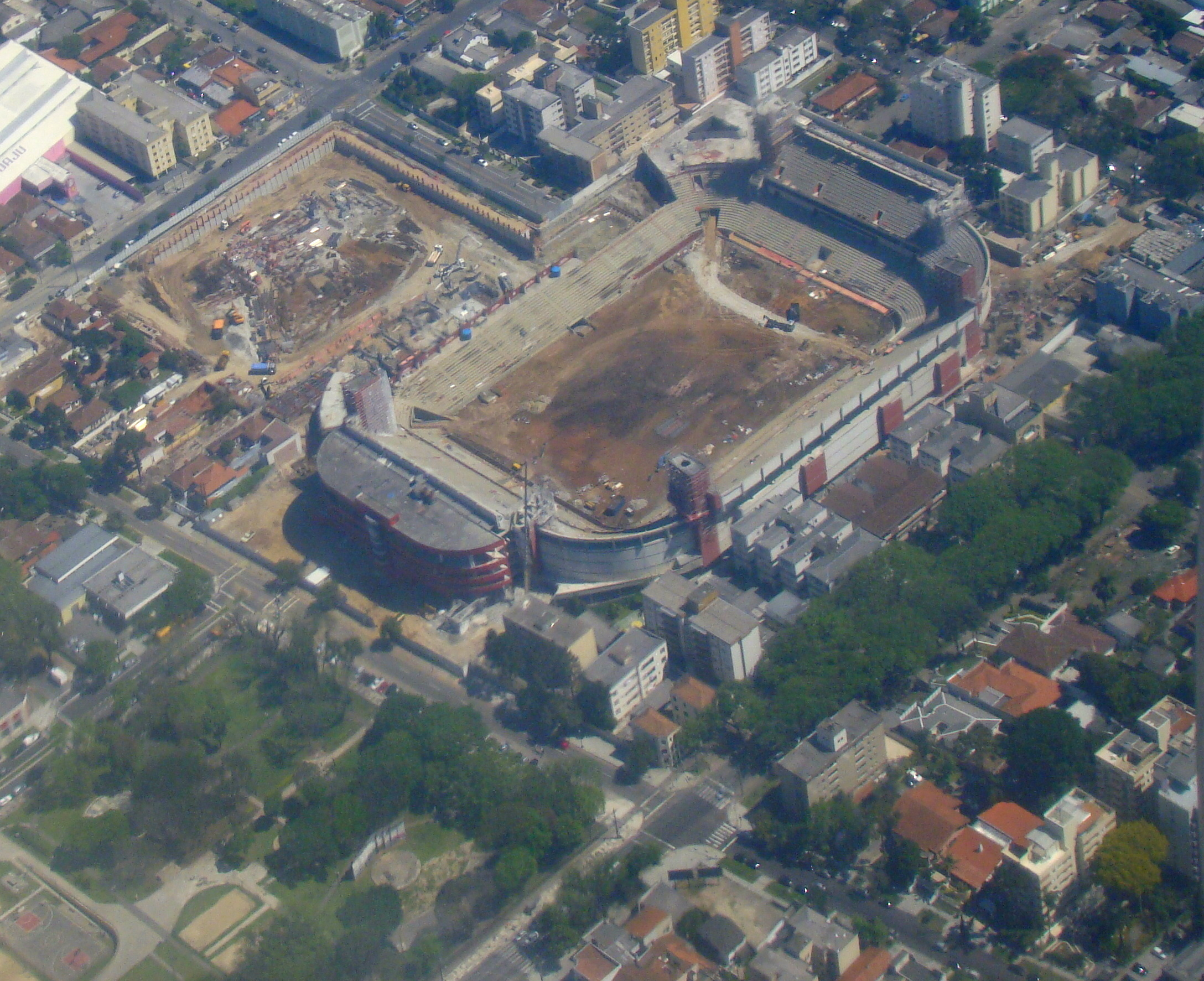
Das Stadion im Umbau 2012